# Аль-Хаджжадж ибн Юсуф ибн Матар
аль-Хаджжа́дж ибн Ю́суф ибн Мата́р (араб. الحجاج بن يوسف بن مطر‎;
786—833) — арабский математик, астроном и переводчик. автор перевода «Начал» Евклида и «Альмагеста» Птоломея.
О его жизни почти ничего не известно, кроме того, что он работал в Багдаде. При Харуне ар-Рашиде перевёл «Начала» Евклида и стал первым переводчиком, который перевёл эту книгу на арабский язык. Этот перевод был сделан для Яхьи ибн Халида, визиря из халифа Харун ар-Рашида. В конце 20-х годов IX века завершил второй, сокращённый и уточненный, вариант этого математического трактата и принялся за перевод «Альмагеста», который к тому времени уже существовал в версиях Хунайна ибн Исхака и Сахля ат-Табари. В 1175 году испанский переводчик Герард Кремонский завершил латинский перевод «Альмагеста», использовав при этом арабские версии аль-Хаджжаджа и других арабских астрономов.